# Neomusotima fuscolinealis
Neomusotima fuscolinealis là một loài bướm đêm trong họ Crambidae.